# توم سميث (مغني)
توم سميث (بالإنجليزية: Tom Smith)‏ هو عازف قيثارة وموسيقي وعازف بيانو ومغني وكاتب أغاني بريطاني، ولد في 29 أبريل 1981 في نورثامبتون في المملكة المتحدة.

## وصلات خارجية
- الموقع الرسمي
- توم سميث على موقع ميوزك برينز (الإنجليزية)
- توم سميث على موقع أول ميوزيك (الإنجليزية)
- توم سميث على موقع ديسكوغز (الإنجليزية)